# Shaoguan
Shaoguan ou Shuichow (韶关 ; pinyin : Sháoguān) est une ville de la province du Guangdong en Chine.

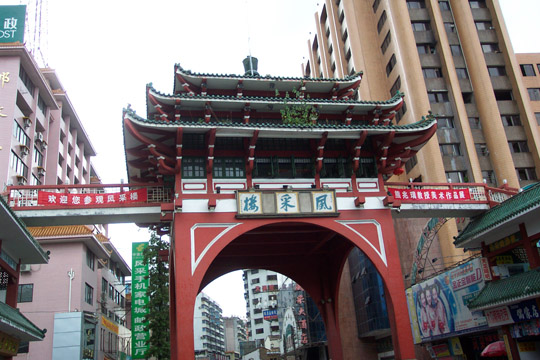
Une vue de Shaoguan.

## Subdivisions administratives
La ville-préfecture de Shaoguan exerce sa juridiction sur dix subdivisions - trois districts, deux villes-districts, quatre xian et un xian autonome  :
- le district de Qujiang - 曲江区 Qǔjiāng Qū  ;
- le district de Wujiang - 武江区 Wǔjiāng Qū  ;
- le district de Zhenjiang - 浈江区 Zhēnjiāng Qū  ;
- la ville de Lechang - 乐昌市 Lèchāng Shì  ;
- la ville de Nanxiong - 南雄市 Nánxióng Shì  ;
- le xian de Renhua - 仁化县 Rénhuà Xiàn  ;
- le xian de Shixing - 始兴县 Shǐxīng Xiàn  ;
- le xian de Wengyuan - 翁源县 Wēngyuán Xiàn ;
- le xian de Xinfeng - 新丰县 Xīnfēng Xiàn  ;
- le xian autonome yao de Ruyuan - 乳源瑶族自治县 Rǔyuán yáozú Zìzhìxiàn.

## Monuments
- Pagode Yunlong (zh).